# 克拉斯诺巴甫利夫卡
克拉斯诺巴甫利夫卡（烏克蘭語：Краснопавлівка），是烏克蘭東部哈爾科夫州洛佐瓦區洛佐瓦市镇内的市級鎮。始建於1868年，面積4.06平方公里，海拔高度153米，2013年人口7,260，人口密度每平方公里1,788.2人。